# Groupe B de la Copa América 2024
Navigation
- A
- B
- C
- D

- Quarts
- Demies
- Finale

Le groupe B de la Copa América 2024, qui se dispute aus États-Unis du 22 juin au 30 juin 2024, comprend quatre équipes dont les deux premières se qualifient pour les quarts de finale de la compétition.
Le tirage au sort a lieu le 7 décembre 2023 au Knight Center Complex de Miami.

## Classement
| Rang | Équipe    | Pts | J | G | N | P | Bp | Bc | Diff |
| ---- | --------- | --- | - | - | - | - | -- | -- | ---- |
| 1    | Venezuela | 6   | 2 | 2 | 0 | 0 | 3  | 1  | +2   |
| 2    | Équateur  | 3   | 2 | 1 | 0 | 1 | 4  | 3  | +1   |
| 3    | Mexique   | 3   | 2 | 1 | 0 | 1 | 1  | 1  | 0    |
| 4    | Jamaïque  | 0   | 2 | 0 | 0 | 2 | 1  | 4  | -3   |

### Mexique - Jamaïque
| Match 3                    | Mexique     | 1 - 0   | Jamaïque | NRG Stadium, Houston                           |                                                |
| 22 juin 2024 20h00 (UTC-5) | Arteaga 69e | (0 - 0) |          | Spectateurs : 53 763 Arbitrage : Ismail Elfath | Spectateurs : 53 763 Arbitrage : Ismail Elfath |
| 22 juin 2024 20h00 (UTC-5) | Rapport     |         |          | Spectateurs : 53 763 Arbitrage : Ismail Elfath | Spectateurs : 53 763 Arbitrage : Ismail Elfath |

### Équateur - Venezuela
| Match 4                    | Équateur                                  | 1 - 2   | Venezuela                       | Levi's Stadium, Santa Clara                    |                                                |
| 22 juin 2024 15h00 (UTC-7) | Sarmiento 40e                             | (1 - 0) | Cádiz 49e · Bello 88e           | Spectateurs : 29 864 Arbitrage : Wilmar Roldán | Spectateurs : 29 864 Arbitrage : Wilmar Roldán |
| 22 juin 2024 15h00 (UTC-7) | Valencia 22e · Sarmiento 29e · Páez 45+1e | Rapport | Machís 31e · Cásseres Jr. 45+2e | Spectateurs : 29 864 Arbitrage : Wilmar Roldán | Spectateurs : 29 864 Arbitrage : Wilmar Roldán |

### Venezuela - Mexique
| Match 11                   | Venezuela                   | 1 - 0   | Mexique                | SoFi Stadium, Inglewood                        |                                                |
| 26 juin 2024 18h00 (UTC-7) | Rondón 57e (pen.)           | (0 - 0) |                        | Spectateurs : 72 773 Arbitrage : Raphael Claus | Spectateurs : 72 773 Arbitrage : Raphael Claus |
| 26 juin 2024 18h00 (UTC-7) | Ferraresi 35e · Navarro 64e | Rapport | Giménez 39e · Vega 64e | Spectateurs : 72 773 Arbitrage : Raphael Claus | Spectateurs : 72 773 Arbitrage : Raphael Claus |

### Équateur - Jamaïque
| Match 12                   | Équateur                                       | 3 - 1   | Jamaïque                                                   | Allegiant Stadium, Paradise                     |                                                 |
| 26 juin 2024 15h00 (UTC-7) | Hincapié 13e · Páez 45+4e (pen.) · Minda 90+1e | (2 - 0) | Antonio 54e                                                | Spectateurs : 24 074 Arbitrage : Cristian Garay | Spectateurs : 24 074 Arbitrage : Cristian Garay |
| 26 juin 2024 15h00 (UTC-7) |                                                | Rapport | Lowe 39e · Hector 49e · Latibeaudiere 80e · Anderson 90+4e | Spectateurs : 24 074 Arbitrage : Cristian Garay | Spectateurs : 24 074 Arbitrage : Cristian Garay |

### Mexique - Équateur
| Match 19     | Mexique    | - | Équateur | State Farm Stadium, Glendale |             |
| 30 juin 2024 |            |   |          | Arbitrage :                  | Arbitrage : |
| 30 juin 2024 | [ Rapport] |   |          | Arbitrage :                  | Arbitrage : |

### Jamaïque - Venezuela
| Match 20     | Jamaïque   | - | Venezuela | Q2 Stadium, Austin |             |
| 30 juin 2024 |            |   |           | Arbitrage :        | Arbitrage : |
| 30 juin 2024 | [ Rapport] |   |           | Arbitrage :        | Arbitrage : |

## Homme du match
| Match | Résultats | Résultats | Résultats | Homme du match  |
| ----- | --------- | --------- | --------- | --------------- |
| 3     | Mexique   | 1 - 0     | Jamaïque  | Gerardo Arteaga |
| 4     | Équateur  | 1 - 2     | Venezuela | Salomón Rondón  |
| 11    | Venezuela | 1 - 0     | Mexique   | Salomón Rondón  |
| 12    | Équateur  | 3 - 1     | Jamaïque  | Moisés Caicedo  |
| 19    | Mexique   | -         | Équateur  |                 |
| 20    | Jamaïque  | -         | Venezuela |                 |

## Statistiques

### Classement des buteurs
1 but  
- Jeremy Sarmiento
- Jhonder Cádiz
- Eduard Bello
- Gerardo Arteaga
- Salomón Rondón
- Kendry Páez
- Alan Minda
- Michail Antonio

1 but contre son camp 
- Kasey Palmer (pour l'Équateur)

## Discipline
| Équipe    | Match 1 | Match 1                                    | Match 1      | Match 1                     | Match 2 | Match 2                                    | Match 2      | Match 2                     | Match 3 | Match 3                                    | Match 3      | Match 3                     | Points |
| Équipe    | Averti  | Carton jaune · Carton jaune · Carton rouge | Carton rouge | Carton jaune · Carton rouge | Averti  | Carton jaune · Carton jaune · Carton rouge | Carton rouge | Carton jaune · Carton rouge | Averti  | Carton jaune · Carton jaune · Carton rouge | Carton rouge | Carton jaune · Carton rouge | Points |
| --------- | ------- | ------------------------------------------ | ------------ | --------------------------- | ------- | ------------------------------------------ | ------------ | --------------------------- | ------- | ------------------------------------------ | ------------ | --------------------------- | ------ |
| Mexique   |         |                                            |              |                             | 2       |                                            |              |                             |         |                                            |              |                             | -2     |
| Venezuela | 2       |                                            |              |                             | 2       |                                            |              |                             |         |                                            |              |                             | -4     |
| Jamaïque  |         |                                            |              |                             | 4       |                                            |              |                             |         |                                            |              |                             | -4     |
| Équateur  | 2       |                                            | 1            |                             |         |                                            |              |                             |         |                                            |              |                             | -5     |